# 콘티넨털 커넥션

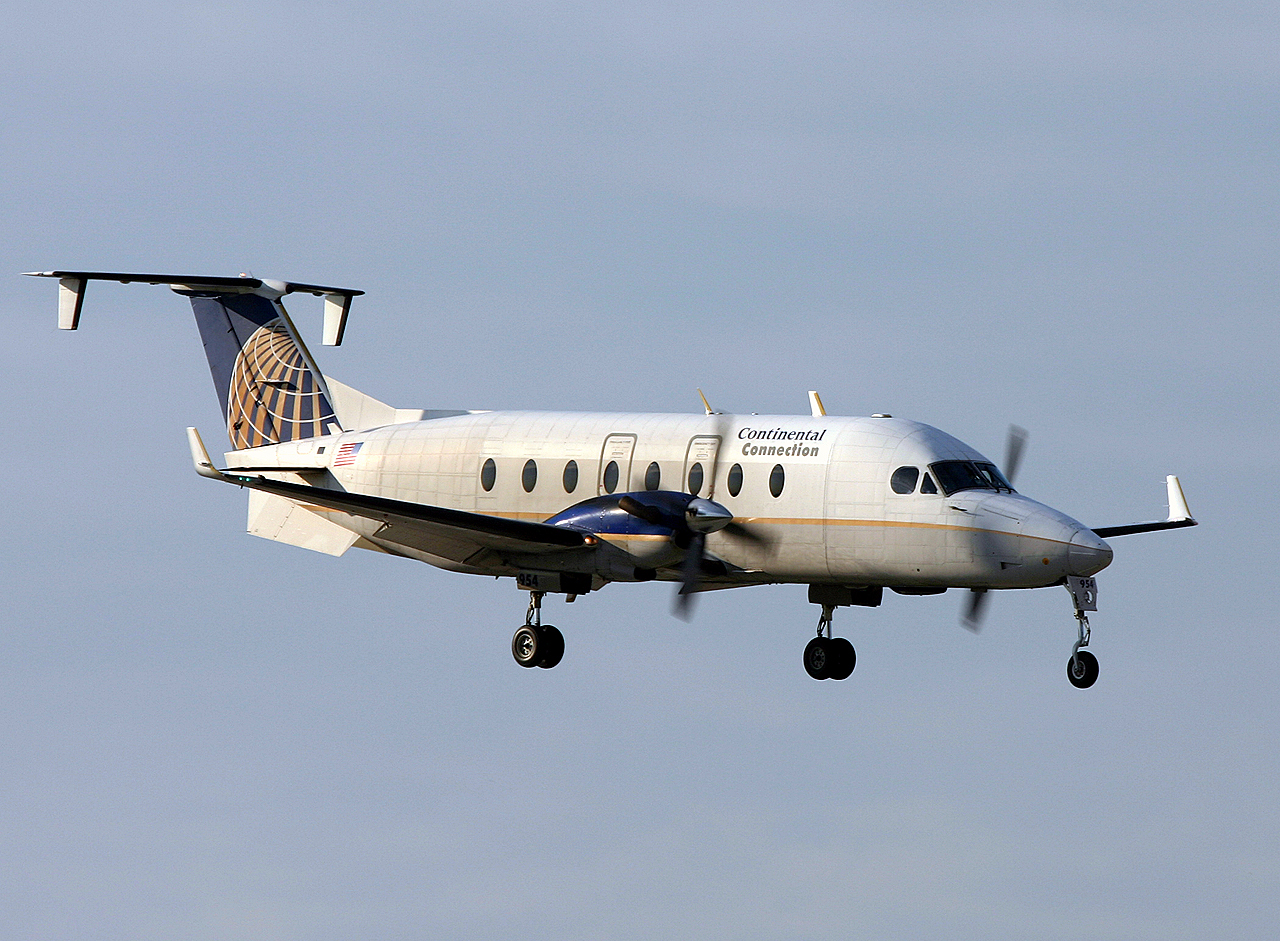
콘티넨탈 커넥션의 비치크라프트 1900

콘티넨털 커넥션(영어: Continental Connection)은 콘티넨털 항공을 위해 4개의 지역 항공사가 운항하고 있는 명칭으로 이에 참여하는 항공사 콘티넨털 항공의 편명으로 콘티넨털 항공의 허브 공항과 지방 공항 노선을 소형 항공기를 운항했다. 하지만 2012년에 유나이티드 항공과 합병되면서 유나이티드 익스프레스로 통합했다.

## 회원사
- 케이프 항공
- 콜간 항공
- 커뮤터 항공
- 실버 항공

## 같이 보기
- 미국의 없어진 항공사 목록